# Florian Kilama
Florian Kilama est un joueur de volley-ball français né le 29 mars 1982 à Saint-Louis (Haut-Rhin). Il mesure 1,84 m et joue réceptionneur-attaquant. Il totalise 34 sélections en équipe de France.

## Clubs
| Club            | De        | À              |
| --------------- | --------- | -------------- |
| Saint-Louis VB  | 2001-2002 | 2001-2002      |
| Paris Volley    | 2002-2003 | 2003-2004      |
| Stade poitevin  | 2004-2005 | 2008-2009      |
| Beauvais OUC    | 2009-2010 | 2011-2012      |
| Tours VB        | juin 2012 | septembre 2012 |
| Stade poitevin  | 2013-2014 | ?              |
| Martigues VB    | 2015-2016 | 2015-2016      |
| Narbonne Volley | 2016-2017 | 2017-2018      |

## Palmarès
- Championnat de France (1)
  - Vainqueur : 2003
  - Finaliste : 2007, 2008
- Coupe de France (1)
  - Vainqueur : 2004
  - Finaliste : 2011, 2012